# Península de Beara
La península de Beara (gaèlic irlandès Béarra) és una de les cinc penínsules localitzades en la costa sud-oest d'Irlanda, limítrof amb el riu Kenmare (realment una badia), al costat septentrional, i amb la badia de Bantry, al sud. Té dues serres que recorren el seu centre: les muntanyes Caha i les muntanyes Slieve Miskish. La part septentrional de la península, des de Kenmare fins a prop d'Ardgroom, està al comtat de Kerry, mentre que la resta queda en el comtat de Cork.
Beara és un nom col·loquial per a la zona encara que no està geogràficament definida; en realitat està a cavall de dues administracions comtals i no s'usa oficialment per cap administració civil o per An Post (el servei postal irlandès).

## Història
Beara va ser la seu tradicional del poder dels O'Sullivan Beare i era un dels últims punts de resistència nadiua irlandesa després de la batalla de Kinsale. A Allihies, en la punta de Beara, s'hi van explotar les mines de coure i va ser immortalitzada en la novel·la de Daphne du Maurier Hungry Hill.
Una placa col·locada per la societat històrica de Beara ofereix la següent explicació de l'origen del nom:
| « | Als primers segles abans de Crist, Conn Céad Cathach (Conn de les cent batalles) va lluitar una ferotge batalla contra Owen Mór, rei d'Irlanda a Cloch Barraige. Owen va ser ferit greument en la batalla. Aquells dels seus seguidors que van sobreviure el van portar a Inis Greaghraighe (avui coneguda com a illa de Bere) un lloc segur perquè es recuperés. Allí, la fada Eadaoin el va portar a la seva grianán (emparrat) on ella el va curar fins que va recobrar la salut. Actualment, aquest lloc es coneix com a Greenane. Owen i els seus seguidors van navegar cap al sud fins que van arribar a Espanya. Allí es va trobar i es va casar amb Beara, filla del rei de Castella. Després Owen, Beara i un gran exèrcit van navegar des d'Espanya i van desembarcar a Greenane. Owen va portar la seva esposa fins al pujol més alt de l'illa i mirant a l'altre costat de la badia va anomenar tant l'illa com tota la península 'Beara' en honor de la seva esposa. Rossmacowen, Kilmacowen i Buaile Owen molt probablement van rebre el seu nom per Owen Mór i el seu fill. Segons una tradició local l'esposa d'Owen, la princesa Beara, va morir i va ser enterrada a Ballard Commons, vall remota i pacífic entre Maulin i les muntanyes Knocknagree. | » |

## Atraccions turístiques
Les principals atraccions turístiques tradicionals en la península són les ruïnes del castell de Dunboy, la mansió Puxley, el museu de mines de coure a Allihies, l'illa d'Illnacullen a Glengarriff (mantinguda per l'OPW), el jardins Derreen (de propietat privada però oberta al públic) i el Museu de les mines de coure d'Allihies.
L'"Anell de Beara" és una sendera turístic per a cotxes que segueixen les carreteres durant al voltant de 195 quilòmetres que envolta la península. Comença a Kenmare, creua el pas de Healy a través d'Adrigole, passa Castletownbere, Allihies i gira enfront de l'illa de Dursey, Eyeries i Ardgroom, acabant a Glengarriff. La zona té una llarga connexió amb el mar; Castletownbere és un dels ports pesquers més grans d'Irlanda i té instal·lacions pel busseig i la vela.